# Världsmästerskapen i hastighetsåkning på skridskor 1898
De nionde världsmästerskapen i hastighetsåkning på skridskor 1898 för herrar anordnades i Davos i Schweiz 6 - 7 februari. 12 deltagare från sex länder deltog 

## Resultat
- - 500 meter
- 1 Julius Seyler  Tyska riket – 47,2
- 2 Oskar Fredriksen  Norge – 47,4
- 3 Gustaf Estlander  Finland – 47,6

- - 1 500 meter
- 1 Peder Østlund  Norge – 2.23,6
- 2 Julius Seyler  Tyska riket – 2.29,2
- 3 Gustaf Estlander  Finland – 2.29,8

- - 5 000 meter
- 1 Peder Østlund  Norge 8.52,2
- 2 Wilhelm Sensburg  Tyska riket – 9.09,6
- 3 Julius Seyler  Tyska riket – 9.14,6

- - 10 000 meter
- 1 Peder Østlund  Norge – 18.40,0
- 2 Julius Seyler  Tyska riket - 18.47,8
- 3 Gustaf Estlander  Finland – 18.55,8

- - Sammanlagt
- 1 Peder Østlund  Norge, världsmästare.
- 2 Julius Seyler  Tyska riket
- 3 Gustaf Estlander  Finland
  - För att få titeln världsmästare krävdes enligt då gällande regler att man vunnit minst tre distanser.